# Slovinština
Slovinština (slovenščina, slovenski jezik) je jihoslovanský jazyk. Je úředním jazykem ve Slovinsku, a tedy patří mezi úřední jazyky EU. Jako jeden z místních jazyků se užívá také v Itálii a v Rakousku.
Ve slovinštině je psána a vydávána literatura. Ve slovinštině existuje také několik internetových vyhledávačů a televizních stanic.

## Písmo a abeceda
Slovinština se píše upravenou latinkou s přidanými znaky č, š a ž. Po dlouhých sporech (tzv. abecedna vojna) mezi slovinskými vzdělanci byla v polovině 19. století přejata chorvatská abeceda Ljudevita Gaje, ze které byly odstraněny znaky, které slovinština nepoužívá. Ta nahradila předchozí tzv. metelčici a bohoričici, tedy písma, která nepoužívala diakritiku, ale pokoušela se hlásky, které nemají v latince ekvivalent, nahradit zcela novými znaky – mnohdy výpůjčkami z cyrilice nebo tvorbou ligatur písmen latinky.

## Výslovnost
- i neměkčí d, t, n
- h se čte jako ch
- v a l před souhláskou, na konci slova (i jednopísmenného) se čte jako /ʊ/
- mluvená slovinština rozlišuje úzké e /e/ a široké e /ɛ/, dále pak úzké o /o/ a široké o /Ɔ/
- oproti češtině může rozdílná výslovnost rozlišovat význam stejně psaných slov, např. hotel /hotel/ označuje hotel, kdežto hotel /hoteʊ/ označuje sloveso chtěl; podobně slovo zadovoljen znamená ve čtené podobě /zadovóljen/ spokojen, ktežto v podobě /zadovoljén/ uspokojen

Jinak je výslovnost stejná jako v češtině. Spolu se skutečností, že slovinština je vzhledem k češtině plna nepravých homonym (a to jak homofonních, tak homografních), bývají tyto rozdíly příčinou častých nedorozumění mezi Čechy a Slovinci.
Příklad:
- Píšeme: Hitri otroci so kuhali jed v vrtu na Dunaju.
- Čteme: Chitri otro:ci so kuchali jɛd ʊ vŕtu na Du:naju
- Přeloženo do češtiny: Rychlé děti vařily jídlo na zahradě ve Vídni.

## Gramatika
Slovinština užívá v minulém čase pomocné sloveso ve všech osobách (podobně jako chorvatština), na rozdíl od češtiny nebo slovenštiny, kde pomocné sloveso ve 3. osobě jednotného i množného čísla vymizelo, nebo od ruštiny, která neužívá pomocné sloveso vůbec. Příklad: Bil je še majhen – Byl ještě malý.
Budoucí čas používá stejný tvar jako čas minulý, pouze pomocný tvar slovesa být (biti) se liší. Příklad: Pomagal ti bom – Pomůžu ti.
Slovinština rozlišuje dokonavost, avšak pouze u některých sloves. Příklad: brati (číst) × prebrati (přečíst)
Slovinština jako jeden z mála jazyků na světě zná (a prakticky bez výjimek používá) duál, tedy dvojné číslo, ve slovinštině někdy též označovaná jako řeč milenců.[zdroj?] Příklad:
- Jaz sem šel – já jsem šel
- Midva sva šla – já a ty (přičemž alespoň jeden z nás je mužského rodu) jsme šli
- Midve sva šli – já a ty (obě ženského rodu) jsme šly
- Mi smo šli – my (tři a více osob, z toho alespoň jedna mužského rodu) jsme šli
- Me smo šle – my (tři a více osob ženského rodu) jsme šly
- Srečala sem te – Potkala jsem tě
- Srečala sem vaju – Potkala jsem vás dva
- Srečala sem vas – Potkala jsem vás
- Okni sta umazani – (Právě) dvě okna jsou špinavá

## Ukázky slovinského textu a lexika

### Informace o slovinském spisovateli Ivanu Cankarovi
Cankar je že kot tretješolec, leta 1891, napisal nekaj pesmi. Objavljati je začel kot dijak. Leta 1892 je v rokopisnem listu Sloga objavil krajši kritični članek in Junaško pesem iz naših dni. Otroško glasilo Vrtec mu je natisnilo pesem Pes, maček in miši. Že naslednje leto so mu v Dijaški prilogi Rimskega katolika objavili sestavek Moj prvi pogled na morje.
Překlad: Cankar už jako žák třetí třídy, roku 1891, napsal několik básní. Publikovat začal jako středoškolák. Roku 1892 publikoval v rukopisném listu Sloh kritický článek a Hrdinskou báseň z našich dní. Dětský oznamovatel Školka mu vytisklo báseň Pes, kočka a myši. Již rok nato mu ve Středoškolské příloze Řimského katolíka vydali črtu Můj první pohled na moře.

### Falešní přátelé
- slov. otrok – čes. dítě
- slov. družina – čes. rodina
- slov. moč – čes. síla
- slov. zrak – čes. vzduch
- slov. kaditi – čes. kouřit
- slov. les – čes. dřevo
- slov. obraz – čes. obličej
- slov. časopis – čes. noviny

### Znamení horoskopu
- beran – oven
- býk – bik
- blíženci – dvojčka
- rak – rak
- lev – lev
- panna – devica
- váhy – tehtnica
- štír – škorpijon
- střelec – strelec
- kozoroh – kozorog
- vodnář – vodnar
- ryby – ribi

### Dny v týdnu
- pondělí – ponedeljek
- úterý – torek
- středa – sreda
- čtvrtek – četrtek
- pátek – petek
- sobota – sobota
- neděle – nedelja

### Měsíce v roce
Oficiálně se používají názvy odvozené z latiny:
- leden – januar
- únor – februar
- březen – marec
- duben – april
- květen – maj
- červen – junij
- červenec – julij
- srpen – avgust
- září – september
- říjen – oktober
- listopad – november
- prosinec – december

Ve slovinštině existují i alternativní neoficiální názvy měsíců slovanského původu, a to:
- leden – prosinec
- únor – svečan
- březen – sušec i brezen
- duben – mali traven
- květen – veliki traven
- červen – rožnik
- červenec – mali srpan
- srpen – otravnik i veliki srpan
- září – kimavec
- říjen – vinotok
- listopad – listopad
- prosinec – gruden

V nářečích se lze setkat i se staršími slovanskými názvy.

## Příklady

### Číslovky
| Slovinsky | Česky |
| ena       | jeden |
| dva       | dva   |
| tri       | tři   |
| štiri     | čtyři |
| pet       | pět   |
| šest      | šest  |
| sedem     | sedm  |
| osem      | osm   |
| devet     | devět |
| deset     | deset |

## Užitečné fráze
| Slovinsky       | Česky             |
| Živjo!          | Ahoj!             |
| Adijo!          | Na shledanou!     |
| Dobro jutro!    | Dobré ráno!       |
| Dober dan!      | Dobré odpoledne!  |
| Dober večer!    | Dobrý večer!      |
| Da / Ne         | Ano / Ne          |
| Prosim          | Prosím            |
| Hvala!          | Děkuji!           |
| Najlepša hvala! | Děkuji mnohokrát! |
| Oprostite       | Promiň            |
| Levo / Desno    | Levý / Pravý      |

## Vzorový text

### Všeobecná deklarace lidských práv
| slovinsky | Vsi ljudje se rodijo svobodni in imajo enako dostojanstvo in enake pravice. Obdarjeni so z razumom in vestjo in bi morali ravnati v duhu bratstva. |
| česky     | Všichni lidé se rodí svobodní a sobě rovní co do důstojnosti a práv. Jsou nadáni rozumem a svědomím a mají spolu jednat v duchu bratrství.         |